# 명가 (공가)
명가(일본어: 名家 메이케[*])는 가마쿠라 시대 이후 성립한 공가의 가격 중 하나로, 우림가와 동렬이고 반가보다 상렬에 위치했다.
대납언이 승진 한계인 것은 우림가와 같지만, 우림가가 근위중장 등의 무관직계를 거쳐 대납언으로 승진한 반면 명가는 시종, 변관 등의 문관 사무직을 통해 중납언, 대납언으로 승진했다. 예외적으로 대납언 이상 승진한 사례로는 히노 가는 좌대신, 가라스마루 가와 마데노코우지 가는 내대신, 야나기와라 가는 준대신까지 승진한 예가 있다. 히노 류는 시종을, 가쥬지 류는 정중좌를 초임으로 하는 경우가 많았다.
막말 당시 명가는 30가 정도가 있었는데, 그 중 대부분은 후지와라씨 히노 류, 후지와라 씨 가쥬지 류, 그리고 간무 헤이시의 제가문들이었다. 그 중에서도 히노 가, 히로하시 가, 가라스마루 가, 야나기와라 가, 다케야 가, 우라마쓰 가, 간로지 가, 하무로 가, 간쥬지 가, 마데노코우지 가, 세이칸지 가, 나카노미카도 가, 보우죠 가를 십삽명가(十三名家)라고 했다.